# Hlincová Hora
Hlincová Hora är en ort i Tjeckien.   Den ligger i regionen Södra Böhmen, i den centrala delen av landet, 120 km söder om huvudstaden Prag. Hlincová Hora ligger 547 meter över havet och antalet invånare är 276.
Terrängen runt Hlincová Hora är huvudsakligen platt. Hlincová Hora ligger uppe på en höjd som går i nord-sydlig riktning. Runt Hlincová Hora är det ganska tätbefolkat, med 52 invånare per kvadratkilometer. Närmaste större samhälle är České Budějovice, 6,6 km väster om Hlincová Hora. Omgivningarna runt Hlincová Hora är en mosaik av jordbruksmark och naturlig växtlighet.